# Lui Tratter
Lui Tratter (* 8. Mai 1937 in Jenesien, Südtirol; † 25. August 2023 in Frankfurt am Main) war ein deutscher Projektkünstler, Sozialarbeiter, Lehrer, Ex-Sponti, Multitalent und utopisch-innovativer Vorreiter auf vielen Gebieten der alternativen Lebensgestaltung.

## Leben
Tratters Familie flüchtete 1941 aus Südtirol, das von Hitler an Mussolini übergeben wurde, nach Tirol, wo Tratter zunächst in Innsbruck die Schule besuchte, dann als Skilehrer arbeitete, den Militärdienst und eine Lehre als Werkzeugmacher absolvierte.
Im Jahre 1958 kam er mit dem Plan, Pilot zu werden nach Frankfurt am Main, studierte dann aber Maschinenschlosserei und Werkzeugbau. Danach arbeitete er als Konstrukteur.
Fernweh trieb ihn schließlich nach New York, wo er ebenfalls als Werkzeugmacher arbeitete. Eine berufliche Perspektive als Profi-Skifahrer scheiterte an der dafür erforderlichen Aufenthaltsgenehmigung.
Zurück in Frankfurt wurde Tratter zunächst „Schwarzstudent“ und engagierte sich in der Sponti-Bewegung der frühen 68er. Er betrieb einen Requisiten- und Filmverleih (Kunstfilme, Bluemovies, Afrika- und Vietnam-Filme) und organisierte Underground-Filmfestivals.

## Fahrradwerkstatt und Skikeller an der Ernst-Reuter-Schule
Von der Ernst-Reuter-Schule wurde er zunächst als Maschinenwart eingestellt. Er arbeitete jedoch pädagogisch mit den Kindern und entwickelte gemeinsam mit ihnen verrückte Konstruktionen. Daraufhin wurde er vom Hessischen Kultusministerium schließlich als Lehrer für den Polytechnikunterricht eingestellt, ohne jemals eine pädagogische Ausbildung absolviert zu haben.
In der Lernwerkstatt der Ernst-Reuter-Schule baute er vor allem Fahrräder, wie z. B. einen Nachbau des 1893 patentierten Liegerads von Drewitz. Tratters Liegeräder erwarben in Frankfurt rasch Kultstatus und konnten damals nur von ihm und seinen Schülern an der Fahrradwerkstatt erworben werden. Bis heute sind diese Räder im Frankfurter Stadtbild präsent. Auch ein Fahrradhubschrauber wurde gebaut. Neben Fahrrädern entwickelte er mit den Schülern einen runden Billardtisch, einen Tischfußball für drei Personen und viele andere Objekte, die in Fachzeitschriften und Museen gezeigt wurden.
Ferner rief Lui Tratter die Idee eines großen Skiausflugs aller Jahrgänge ins Leben, der regelmäßig in der 7. Klasse stattfand und nach Neukirchen am Großvenediger in Österreich führte. Die Schule richtete einen eigenen Skikeller ein, in dem alte Skier und Stiefel restauriert und während der Skifreizeit kostenlos an die Schüler ausgeliehen wurden. Finanziert wurde die Skifreizeit auch durch einen weihnachtlichen Skibasar. Heute gehören Skifreizeiten zum normalen Ausflugsprogramm an hessischen Schulen.
Nach acht Jahren erfolgreicher, auch international renommierter Arbeit wurde die Lernwerkstatt in der Ernst-Reuter-Schule aufgelöst. Einerseits wurde der Werkunterricht vom Wiesbadener Institut für Bildungsforschung angesichts des anbrechenden Computerzeitalters als Auslaufmodell angesehen, andererseits erregte ein Disziplinarverfahren gegen Tratter im Ministerium großen Unmut.

## Arbeiterselbsthilfe (ASH)
Seit Mitte der 1970er Jahre war Tratter gründendes Mitglied der Initiative Arbeiterselbsthilfe (ASH). Diese Initiative startete ihre Aktivität, ein alternatives Lebensmodell zur kapitalistischen Gesellschaft zu entwickeln auf Grundlage eines Betriebs für Wohnungsentrümpelungen. Später kam der Antiquitätenhandel und der Verkauf selbstgebauter Fahrräder hinzu. Bis heute ist die Initiative (inzwischen als gemeinnütziger Verein Hilfe zur Selbsthilfe e. V.) auf diesen Geschäftsfeldern mit Sitz in der Oberurseler Krebmühle tätig.

## Betreutes Wohnen
In den 1980er Jahren engagierte sich Tratter für die Unterbringung von Jugendlichen, die aus Erziehungsheimen geflüchtet waren, in von Sozialarbeitern betreuten Wohngemeinschaften. Die erste von ihm gegründete derartige Wohngemeinschaft befand sich in der Frankfurter Ulmenstrasse. Heute ist dieses pädagogische Konzept unter der Bezeichnung Betreutes Wohnen in ganz Europa verbreitet.
Außerdem engagierte er sich nachhaltig für das Kinderhaus in der Vogtstraße, seitdem er dort in den 1980er Jahren eine neue Küche und Toilettenräume installierte.

## Eigene Familie
Lui Tratter hatte von zwei Frauen drei Töchter und einen Sohn.